# The Female Highwayman
The Female Highwayman er en amerikansk stumfilm fra 1906 af Gilbert M. "Broncho Billy" Anderson.